# Роддіно
Роддіно (італ. Roddino, п'єм. Rodin) — муніципалітет в Італії, у регіоні П'ємонт,  провінція Кунео.
Роддіно розташоване на відстані близько 470 км на північний захід від Рима, 60 км на південний схід від Турина, 45 км на північний схід від Кунео.
Населення — 389 осіб (2014).
Щорічний фестиваль відбувається 15 серпня. Покровитель — Santa Margherita.

## Демографія
Населення за роками:

Станом на 1 січня 2023 року в муніципалітеті офіційно проживало 65 іноземців з 14 країн, серед них 21 громадянин країн Євросоюзу.

## Сусідні муніципалітети
- Черретто-Ланге
- Чиссоне
- Дольяні
- Монфорте-д'Альба
- Серралунга-д'Альба
- Серравалле-Ланге
- Сініо